# Нидерландци
Нидерландците са народ, основно население на Нидерландия. Те споделят обща култура и говорят нидерландски език. Нидерландците и техните потомци се разпространени из емигрантски общности в целия свят, по-специално в Чили, Бразилия, Канада, Австралия, Южна Африка, Нова Зеландия и САЩ.
Традиционното изкуство и култура на нидерландците съдържат различни форми на народна музика, танци, архитектурни стилове и облекло, някои от които за известни в целия свят. Високо признати международно са нидерландските художници Рембранд, Вермеер и Винсент ван Гог. Доминиращата религия на нидерландците е християнството (както католизма, така и протестантството), въпреки че в последните години мнозинството не е толкова религиозно. Висока степен на урбанизация характеризира нидерландското общество от рано.